# Grecia romană
Grecia romană este o perioadă din istoria Greciei (a Greciei propriu-zise, spre deosebire de alte centre ale elenismului din lumea romană), care a urmat victoriei romane asupra Corintenilor în Bătălia de la Corint din 146 î.Hr.. Grecia a fost provincie romană până la restabilirea orașului Bizanțului și numirea orașului de către împăratul Constantin în calitate de capitală a Imperiului Roman (ca Nova Roma, mai târziu Constantinopol) în anul 330 AD.
Peninsula greacă a ajuns sub stăpânire romană în 146 î.Hr., Macedonia fiind o provincie romană, în timp ce sudul Greciei era sub supravegherea prefectului Macedoniei. Cu toate acestea, unele cetăți grecești au reușit să-și mențină o independență parțială și să evite impozitarea. Insulele din Marea Egee au fost adăugate la acest teritoriu în 133 î.Hr.. Atena și alte orașe grecești s-au revoltat în 88 î.Hr., iar peninsula a fost zdrobită de generalul roman Sulla. Războaiele civile romane au devastat țara și mai mult până când Augustus a organizat peninsula ca provincia Achaia în 27 î.Hr..
Grecia a fost provincia cheie din estul Imperiului Roman, așa cum cultura romană a fost mult timp, de fapt, greco-romană. Limba greacă a servit ca o lingua franca în Est și în Italia, și mulți intelectuali greci, cum ar fi Galen au realizat cea mai mare parte din lucrările lor la Roma.